# Катастрофа Як-42 під Ярославлем
Авіакатастрофа під Ярославлем 7 вересня 2011 року — катастрофа літака Як-42Д (реєстраційний номер RA-42434), який належав авіакомпанії «Як-Сервіс» та виконував чартерний рейс за маршрутом Ярославль—Мінськ. На облавку літака перебувала хокейна команда «Локомотив» (Ярославль), яка летіла до Мінська для старту сезону КХЛ 2011—2012 років матчем із «Динамо» (Мінськ).
Літак о 16:05 мск майже відразу після зльоту з ярославського аеропорту Туношна, зачепивши антену радіомаяка, впав на березі річки Туношонка за 2,5 км від аеропорту, в результаті чого розвалився на частини та загорівся
Місце падіння літака знаходиться неподалік від місця проведення Міжнародного політичного форуму.

## Літак
Як-42Д (реєстраційний номер RA-42434, заводський 4520424305017, серійний 17-05) було випущено Саратівським авіаційним заводом 1 жовтня 1993 року. Перебував у федеральній власності та належав на правах господарського відання Державному космічному центру імені М.В. До «Як Сервіс» літак експлуатувався авіакомпаніями: «Орел Авіа (Універсал)» (з 21 червня 1993 року до 18 квітня 1997 року), «Биково Авіа» (з 18 квітня 1997 року до 10 березня 2000 року), «Центр-Авіа» »(з 10 березня 2000 року по 18 січня 2002 року), «ФДМ АП „МНС“» (з 18 січня по 10 жовтня 2002 року), «Куля Інк ЛТД» (з 10 жовтня 2002 року по 30 листопада 2004 року), Аеро Рент (з 30 листопада 2004 року по 23 серпня 2007 року), з 23 серпня 2007 року по 24 вересня 2009 року знаходився на зберіганні, належавши ТОВ «Галактика». Термін дії сертифікату льотної придатності літака спливав 1 жовтня 2013 року. 16 серпня 2011 року в Казані літак пройшов планове технічне обслуговування, жодних проблем виявлено не було. Оснащений трьома двоконтурними турбовентиляторними двигунами Д-36 ЗМКБ «Прогрес» імені О. Г. Івченка. На день катастрофи здійснив 3112 циклів «зліт-посадка» і налітав 6490 годин (що у 2 рази менше за призначений ресурс у 12 000 годин).
Літак був забарвлений у синьо-білий колір, на борту було нанесено напис «ПРОТОН», що є рекламою ракети-носія, що випускається ДКНВЦ імені М. В. Хруничева. На момент катастрофи літак експлуатувався у спеціальному компонуванні на 73 місця: перший салон 1 класу на 13 місць та другий салон економ класу на 60 місць. Борт RA-42434 використовувався для авіаперевезень на користь Космічного центру імені М. Хруничева, а також виконував чартерні рейси. Ярославський «Локомотив» до катастрофи літав саме цим літаком, здійснивши 27 серпня 2011 року попередній переліт за маршрутом Рига—Москва з переможного для команди Кубка ЛЗ.
Загалом авіакомпанія «Як Сервіс» мала 7 літаків типів Як-40 і Як-42Д (авіакомпанія припинила діяльність у 2011 році).

## Хронологія подій

### Катастрофа
Літак виконував зліт за нормальних метеоумов, але не набравши необхідної висоти, зіштовхнувся з антеною радіомаяка, після чого нахилився на лівий бік, і впав з невеликої висоти. За іншою версією, причиною падіння став не удар об радіомаяк, а 2 хлопки, які нібито почув місцевий житель, який перебував на присадибній ділянці недалеко від летовища. Також можливою причиною падіння могло стати те, що літак зачепив верхівки дерев.
О 16:05 літак зіштовхнувся із землею, розвалився на дві частини, і загорівся. Носова частина впала у річку Туношонка, а хвостова частина залишилася на березі.
На облавку літака знаходилось 45 осіб, з них 37 пасажирів (гравці основного складу хокейної команди, тренерський штаб та допоміжний персонал), а також 8 членів екіпажу. Після авіакатастрофи вижило лише двоє — хокеїст Олександр Галімов та бортінженер Олександр Сізов, які у важкому стані були госпіталізовані до міської лікарні Ярославля. 12 вересня Олександр Галімов помер в московському НДІ імені Вишнєвського від опіків несумісних із життям (близько 90% поверхні тіла).
Серед загиблих — троє громадян України, які, попри незаконність цього відповідно до українських законів, мали подвійне громадянство, оскільки в заявці на черговий сезон КХЛ гравці фігурують як громадяни Росії. Вони мали українське громадянство, однак згодом набули і російського.

### Розслідування причин авіакатастрофи
Офіційною версією причини авіакатастрофи є технічна несправність повітряного судна, внаслідок чого літак не зміг набрати висоту, зіштовхнувся з радіомаяком, і впав.
У ліквідації наслідків катастрофи брали участь 44 одиниці техніки та 103 особи, серед яких і фахівці Головного управління МНС РФ.
Міждержавний авіаційний комітет сформував спеціальну комісію для з'ясування причин та обставин авіакатастрофи, яка негайно відбула до Ярославля.
Керівник аналітичної служби «Авіапорт» Олег Пантелєєв заявив, що літак вичерпав лише 40% свого польотного ресурсу.

### Міжнародна реакція

#### Офіційна реакція

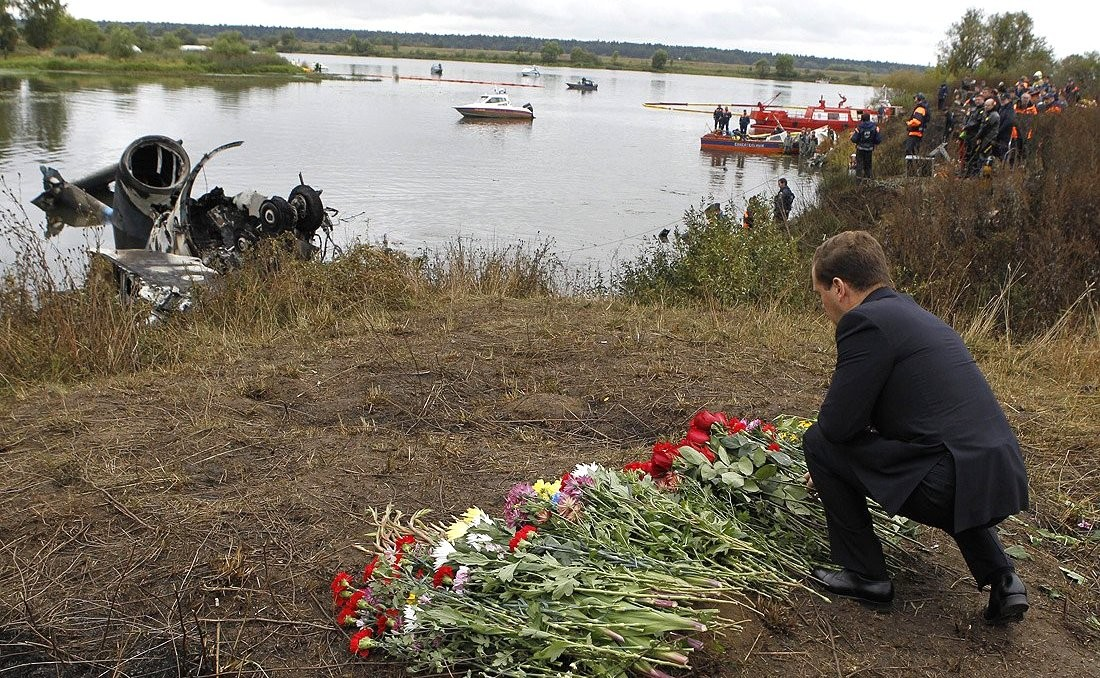
Президент Росії Дмитро Медведєв на місці авіакатастрофи. 8 вересня 2011 р.

За 5 хвилин до завершення першого періоду хокейного матчу в Уфі між чемпіоном Росії «Салават Юлаєв» та «Атлантом» він був призупинений для оголошення інформації про авіакатастрофу із літаком ярославльського «Локомотива», що зробив президент КХЛ Олександр Медведєв, а після чого скасований.
Рене Фазель, голова Міжнародної федерації хокею із шайбою, назвав цю подію «найтемнішим днем в історії нашого спорту».
Президент Росії Дмитро Медведєв висловив співчуття рідним, близьким загиблих хокеїстів та вболівальникам команди. Президент приїхав на місце катастрофи. Він також змінив програму своєї участі у Міжнародному політичному форумі. Свої співчуття також висловив і Прем'єр-міністр Росії Володимир Путін.
Свої співчуття висловили президент України Віктор Янукович, спікер Верховної Ради України Володимир Литвин, президент Республіки Білорусь Олександр Лукашенко, президент Республіки Польща Броніслав Коморовський, президент Чеської Республіки Вацлав Клаус, голова Європарламенту Єжи Бузек.
Президент Білорусі Олександр Лукашенко заявив, що на Мінськ-Арені, де мав відбутися матч між Динамо та Локомотивом, відбудеться вечір-реквієм на пошану загиблої команди, а гроші, які будуть зібрані від продажу квитків, будуть передані ярославському клубу.
Свої співчуття також висловити деякі представники Прем'єр-ліги та Першого дивізіону Росії з футболу, а також деякі гравці НХЛ через соціальні мережі.
Німецький хокейний союз висловив глибокий жаль з проводу смерті гравця Національної збірної з хокею Роберта Дітріха.

#### Громадянська реакція
Десятки вболівальників «Локомотива» приїхали на місце трагедії з квітами, аби вшанувати пам'ять команди, а тисячі людей з'їхались до клубного стадіону з прапорами команди та квітами.

## «Локомотив» після трагедії
Після інформації про авіакатастрофу офіційний сайт клубу призупинив свою роботу.
Відразу після авіакатастрофи офіційні особи КХЛ заявили, що чемпіонат буде продовжено, і в ньому візьме участь і Локомотив. Для відродження команди клуби КХЛ віддадуть для команди гравців основних складів.

## Список загиблих

### Гравці
| Гравець           | Вік      | Позиція  | Громадянство      | Стан            |
| ----------------- | -------- | -------- | ----------------- | --------------- |
| Стефан Лів        | 30 років | Воротар  | Швеція            | Загинув         |
| Олександр В'юхін  | 38 років | Воротар  | Росія / Україна   | Загинув         |
| Віталій Анікєєнко | 24 роки  | Захисник | Росія / Україна   | Загинув         |
| Михайло Баландін  | 31 рік   | Захисник | Росія             | Загинув         |
| Роберт Дітріх     | 25 років | Захисник | Німеччина / Росія | Загинув         |
| Марат Калімулін   | 23 роки  | Захисник | Росія             | Загинув         |
| Карел Рахунек     | 32 роки  | Захисник | Чехія             | Загинув         |
| Руслан Салей      | 36 років | Захисник | Білорусь          | Загинув         |
| Карліс Скрастіньш | 37 років | Захисник | Латвія            | Загинув         |
| Павло Траханов    | 33 роки  | Захисник | Росія             | Загинув         |
| Юрій Уричев       | 20 років | Захисник | Росія             | Загинув         |
| Максим Шувалов    | 18 років | Захисник | Росія             | Загинув         |
| Олександр Галімов | 26 років | Нападник | Росія             | Помер у лікарні |
| Олександр Васюнов | 23 роки  | Нападник | Росія             | Загинув         |
| Йозеф Вашичек     | 30 років | Нападник | Чехія             | Загинув         |
| Павол Демітра     | 36 років | Нападник | Словаччина        | Загинув         |
| Олександр Калянін | 23 роки  | Нападник | Росія             | Загинув         |
| Андрій Кірюхин    | 24 роки  | Нападник | Росія             | Загинув         |
| Микита Клюкін     | 21 рік   | Нападник | Росія             | Загинув         |
| Ян Марек          | 31 рік   | Нападник | Чехія             | Загинув         |
| Сергій Остапчук   | 21 рік   | Нападник | Росія / Білорусь  | Загинув         |
| Павло Снурніцин   | 19 років | Нападник | Росія             | Загинув         |
| Данило Собченко   | 20 років | Нападник | Росія / Україна   | Загинув         |
| Іван Ткаченко     | 31 рік   | Нападник | Росія             | Загинув         |
| Геннадій Чурілов  | 24 роки  | Нападник | Росія             | Загинув         |
| Артем Ярчук       | 21 рік   | Нападник | Росія             | Загинув         |

### Тренерський штаб
| Тренер              | Вік     | Посада                       | Громадянство     | Стан    |
| ------------------- | ------- | ---------------------------- | ---------------- | ------- |
| Бред Маккріммон     | 52 роки | головний тренер              | Канада           | Загинув |
| Олександр Карповцев | 41 рік  | тренер                       | Росія            | Загинув |
| Ігор Корольов       | 41 рік  | тренер                       | Росія / Канада   | Загинув |
| Микола Кривоносов   | 31 рік  | тренер з фізичної підготовки | Білорусь / Росія | Загинув |

### Персонал
|                    | Вік      | Посада        | Громадянство | Стан    |
| ------------------ | -------- | ------------- | ------------ | ------- |
| Андрій Зімін       | 49 років | лікар         | Росія        | Загинув |
| Юрій Бахвалов      | 47 років | масажист      | Росія        | Загинув |
| Олександр Беляєв   | 48 років | масажист      | Росія        | Загинув |
| Євген Куннов       | 31 рік   | масажист      | Росія        | Загинув |
| В'ячеслав Кузнецов | 27 років | масажист      | Росія        | Загинув |
| Володимир Піскунов | 52 роки  | адміністратор | Росія        | Загинув |
| Євген Сидоров      | 43 роки  | методист      | Росія        | Загинув |

### Екіпаж літака
|                                | Посада                                                                                          | Стан     |
| ------------------------------ | ----------------------------------------------------------------------------------------------- | -------- |
| Андрій Анатолійович Соломенцев | Командир повітряного судна (КПС)                                                                | Загинув  |
| Ігор Костянтинович Жевелов     | Другий пілот                                                                                    | Загинув  |
| Сергій Валерійович Журавльов   | Бортмеханік                                                                                     | Загинув  |
| Олена Олександрівна Сарматова  | Стюардеса                                                                                       | Загинула |
| Надія Музафарівна Максумова    | Стюардеса                                                                                       | Загинула |
| Олена Михайлівна Шаліна        | Стюардеса                                                                                       | Загинула |
| Володимир Юрійович Матюшкін    | Інженер з наземного обслуговування. Знаходився в пасажирському салоні та не був членом екіпажу. | Загинув  |
| Олександр Борисович Сізов      | Інженер з наземного обслуговування. Знаходився в пасажирському салоні та не був членом екіпажу. | Вижив    |

## Схожі авіакастрофи
Деякі резонансні авіакастастрофи за участю спортивних команд:
- 4 травня 1949 року — в авіакатастрофі над Турином загинула футбольна команда «Торіно».
- 5 січня 1950 року — поблизу Свердловська (нині Єкатеринбург) розбилась хокейна команда ВПС (Москва).
- 6 лютого 1958 року — у Мюнхені під час зльоту розбився літак із командою «Манчестер Юнайтед», у якій загинуло 8 футболістів та 3 тренери.
- 11 серпня 1979 року в результаті авіакастрофи над Дніпродзержинськом загинула футбольна команда «Пахтакор» (Ташкент), яка летіла на матч до Мінська.